# Microcephalops stenopsis
Microcephalops stenopsis är en tvåvingeart som först beskrevs av Hardy 1959.  Microcephalops stenopsis ingår i släktet Microcephalops och familjen ögonflugor. Inga underarter finns listade i Catalogue of Life.